# Dimitrios Salachas
Dimitrios Salachas (ur. 7 czerwca 1939 w Atenach, zm. 16 października 2023) – grecki duchowny katolicki rytu bizantyjskiego, egzarcha apostolski Grecji w latach 2008-2016.

## Życiorys

### Prezbiterat
9 lutego 1964 otrzymał święcenia kapłańskie. Po odbyciu studiów w Atenach objął stanowisko wykładowcy w instytucie ekumenicznym w Bari. Jako wykładowca pracował także na różnych uczelniach Rzymu oraz w Paryżu. Pracował też w wielu dykasteriach Kurii Rzymskiej.

### Episkopat
23 kwietnia 2008 został mianowany przez Benedykta XVI egzarchą apostolskim Grecji oraz biskupem tytularnym Carcabia. Sakry biskupiej udzielił mu 24 maja 2008 biskup Mihai Frățilă.
14 maja 2012 papież zmienił mu stolicę tytularną na Gratianopolis. 2 lutego 2016 przeszedł na emeryturę.